# Roboțel și Creionel

Roboţel şi Creionel

Roboțel și Creionel sunt protagoniștii unor seriale animate sau benzi desenate, care educă micii pietoni în privința regulilor de circulație. Au fost creați și desenați de Zaharia Buzea și Ana Maria Buzea.

## Personaje din aceeași serie

Exemplu de bandă desenată cu Roboţel şi Creionel care dă pilde de circulaţie

- Băiatul Ionuț
- Buldogul Manole
- Motanul Pusy